# Емельянов, Андрей Архипович
Андре́й Архи́пович Емелья́нов (16 августа 1909, д. Михаткино, Козьмодемьянский уезд, Казанская губерния, Российская империя — 11 мая 1977, д. Михаткино, Горномарийский район, Марийская АССР, РСФСР, СССР) — советский государственный, административный и хозяйственный деятель. Депутат Верховного Совета СССР VI созыва (1962—1966). Член ВКП(б) с 1940 года. Участник Великой Отечественной войны и советско-японской войны (1945).

## Биография
Родился 16 августа 1909 года в д. Михаткино ныне Горномарийского района Марий Эл в семье крестьян-середняков.
В 1933 году окончил один курс Козьмодемьянского сельскохозяйственного техникума Марийской автономной области Горьковского края. 
В 1938—1941 годах — заведующий фермой, помощник прокурора Еласовского района Марийской АССР. В 1939 году окончил годичную юридическую школу в Москве. В 1940 году вступил в ВКП(б). В 1941—1942 годах — прокурор Еласовского района МАССР.
С июля 1942 года — доброволец Великой Отечественной войны: следователь военной прокуратуры 159 укреплённого района 18 армии 2 Украинского фронта, капитан юстиции. Личные успехи в следствии сочетал с организационной работой, подготовил 20 дознавателей. Провёл большую правовую работу в частях 159 укреплённого района при вступлении на территорию Чехословакии и Польши, в результате чего не было зафиксировано ни одного случая мародёрства и других аморальных действий!. Был участником советско-японской войны. Демобилизовался из армии в июле 1947 года. Награждён орденами Отечественной войны II степени, Красной Звезды и медалями. 
В 1951 году окончил курсы по переподготовке юристов в Москве. В 1948—1952 годах — вновь прокурор Еласовского района Марийской АССР. В  1953—1959 годах — председатель Еласовского, в 1959—1960 годах — Горномарийского районных исполкомов Марийской АССР. В 1960—1964 годах был председателем колхоза «Коммунизм» в родном районе. Награждён орденом Октябрьской Революции, медалями и почётными грамотами Президиумов Верховных Советов РСФСР и Марийской АССР (трижды).
В 1959—1963 годах избирался депутатом Верховного Совета Марийской АССР V созыва, в 1962—1966 годах — депутатом Верховного Совета СССР VI созыва.
Ушёл из жизни 11 мая 1977 года в д. Михаткино Горномарийского района Марийской АССР. Похоронен на кладбище д. Кожважи Горномарийского района МАССР. 

## Награды

### Трудовые
- Орден Октябрьской Революции (1971)[1]
- Юбилейная медаль «За доблестный труд. В ознаменование 100-летия со дня рождения Владимира Ильича Ленина» (1970)
- Почётная грамота Президиума Верховного Совета РСФСР (1960)[1]
- Почётная грамота Президиума Верховного Совета Марийской АССР (1957, дважды; 1959)[1]

### Военные
- Орден Отечественной войны II степени (14.03.1945)[4][7]
- Орден Красной Звезды (05.03.1945)[4][8]
- Медаль «За победу над Германией в Великой Отечественной войне 1941—1945 гг.»[4][5]
- Медаль «За победу над Японией»[4][5]